# オードナンス BLC 15ポンド砲
オードナンス BLC 15ポンド砲（Ordnance BLC 15 pounder gun）は、旧式化したオードナンス BL 15ポンド砲の砲身上側に駐退機を追加し、発射速度を上げた近代化バージョン。当時最新であったQF 18ポンド砲の配備にはコストがかかるため、国防義勇部隊（Territorial Force ）砲兵旅団に、比較的近代的な野砲を供給するために開発された。第一次世界大戦を扱った文章では、この砲を「15ポンド砲」と呼ぶことが多いが、同じ砲弾を使用するオードナンス BL 15ポンド砲との混乱もある。

## 歴史
旧式の15ポンド砲身上部に、QF 13ポンド砲と同様に駐退機を装備する砲架を取り付けるため、多くの改造が実施された。旧式砲では砲身は砲耳を使って砲架に直接取り付けられていた。改造後、砲身は砲架と連結するための砲耳を持つ逆U型の鍛鉄製クレードルから吊り下げられた。砲身からは、砲耳、照準具装着架、仰角歯車取り付けラグが取り外された。砲身上部のT型着火穴は塞がれ、砲耳用の穴も鉄製ネジで塞がれ、タンジェント式照準具装着穴もホワイトメタル合金で塞がれた。
改造前には尾栓の開閉に3段階の操作が必要であったが、これも単一操作で開閉できる段隔螺式尾栓に変更され、また尾栓には着火穴が設けられた。
新しい着火メカニズムは、プッシュ式T型フリクション・チューブ（図 ）が使われた。チューブは尾栓に後方から装着する。雷管発火用プッシュ・バーが組み込まれたT字のバー（図では右上側）が装着時には上向きになる。クレードルの左側には、尾栓の後方まで達する長いガードカバーが追加された。このガードに、バネ式の発砲ハンドルが取り付けられた。撃鉄を引いた後に開放すると、バネによって撃鉄は前方に移動し、尾栓の発火レバーを叩き、前方の動きが下方への動きに変換され、T型フリクション・チューブのプッシュ・バーが押されて雷管が発火し、薬室のコルダイト装薬に点火された。
2門が仰角を60度以上にすることにより、対空砲に改造された。これらの方は、ケープタウンのフォード・ウィニヤードに配備された。

## 実戦

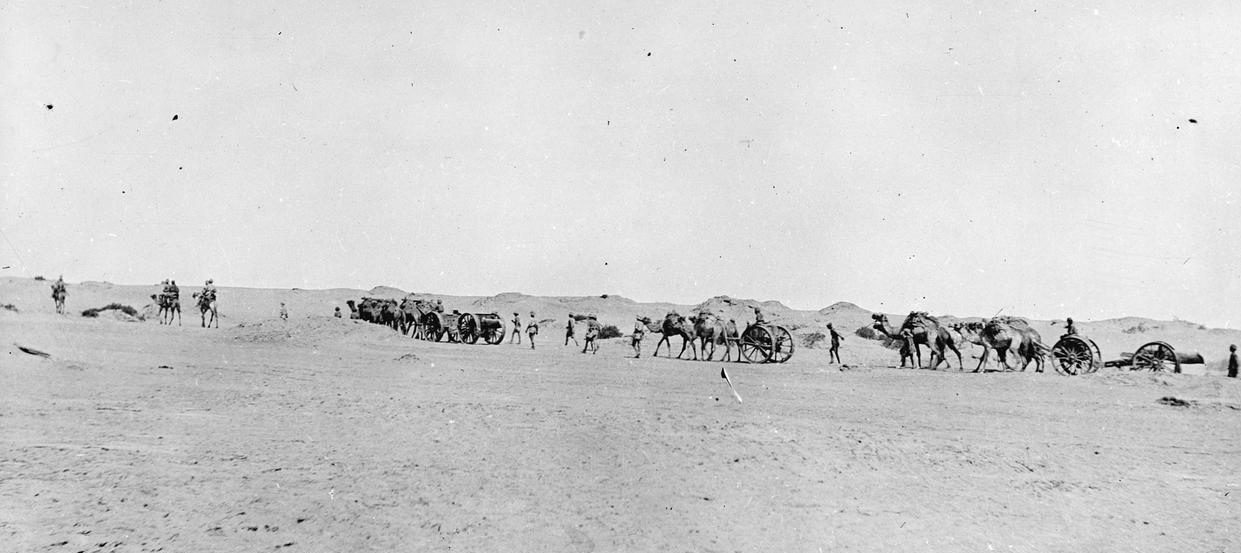
キャメル砲兵中隊のBLC 15ポンド砲、1918年1月5日

BLC 15ポンド砲は、1916年からQF 18ポンド砲への更新が始まるまで、第一次世界大戦の全戦域において、イギリス国防義勇部隊、キッチナー陸軍及びカナダ陸軍歩兵師団で使用された。
王立カナダ野砲連隊第10砲兵中隊は、4門のBLC 15ポンド砲を装備していたが、1915年4月22日、第二次イーペルの戦い初日におけるサン＝ジュリアン北方での戦闘において、ドイツ帝国陸軍のガス弾攻撃後の歩兵突撃に対して、イギリス軍左翼を保持するという特筆すべき活躍をした。予定した役割 - 開けた土地での部隊に対する攻撃 - に対して訓練された部隊が運用する場合には、旧式になったとはいえBLC 15ポンド砲は十分効果的であった。しかし、軽量砲弾しか使用できなかったために、敵歩兵が開けた土地を避けた場合には、その使用には限界があった。
1916年後半以降は余剰となったが、通常の野砲としては新型砲が使用され、BLC 15ポンド砲は西部戦線において対戦車砲として固定使用された。
王立駐屯砲兵部隊（RGA）第一キャメル中隊は、6門のBLC 15ポンド砲を装備し、英印軍（Indian Army during World War I）と共に、1915年から1918年の南アラビア作戰におけるアデン防衛戦に参加し、トルコ軍の進撃に対して重要港であるアデンを防衛した。1915年7月の戦いは、最初イギリスの敗北に終わったが、その後アデンへの水の供給拠点であるSheik Othmanを再占領した。カーチス軍曹は、この戦闘で自身の砲を防御したことにより（おそらく担当する3門中2門は失われたが）、殊勲章を受章した。1918年にイギリスがハツームを占領した際にも、キャメル砲兵中隊は参加した。
BLC 15ポンド砲は南アフリカ連合防衛部隊の標準野砲としても使用され、ケープ野砲連隊（Cape Field Artillery）と共に、カカマスの戦い（Battle of Kakamas ）及び南西アフリカ作戰（South-West Africa Campaign）のウピントンの戦いに参加した。

## 砲弾
|                                 |              |              |                     |                                                                           |                           |
| 15¾オンスコルダイト薬莢、1907年 | Mk VI 榴散弾 | No. 65A 信管 | Mk V キャニスター弾 | Mk I 榴弾、1915年及びNo. 101 信管。（写真はPatrick Rushmereの好意による） | プッシュ式T型発火チューブ |

## 現存砲

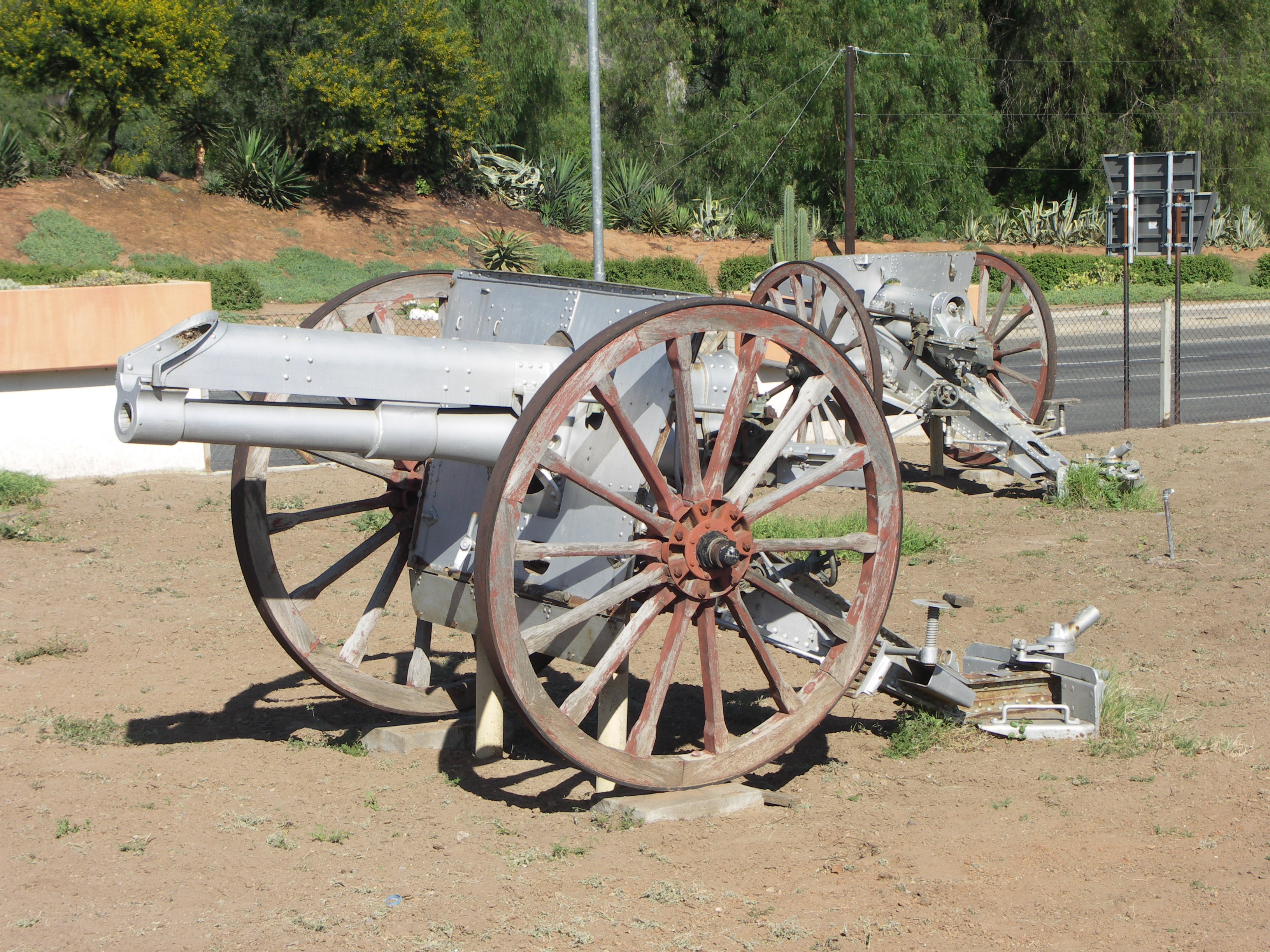
南アフリカのグラーフ＝ライネに野外展示されている、2門のBLC 15ポンド砲

- 王立オーストラリア銃砲博物館（Royal Australian Artillery Museum）、シドニー
- 南アフリカには6門が現存している[4]。1門はヨハネスブルグの南アフリカ国立軍事博物館（South African National Museum of Military History）に、2門がグラーフ＝ライネのKollege Roadに野外展示されており、キンバリー、ケープタウンおよびもう一箇所に1門ずつ現存している。

## 参考資料
- Dale Clarke, British Artillery 1914-1919. Field Army Artillery. Osprey Publishing, Oxford UK, 2004 ISBN 1-84176-688-7
- Mark Connelly, The British Campaign in Aden, 1914-1918. Journal of the Centre for First World War Studies, 2:1 (2005) 65–96.
- General Sir Martin Farndale, History of the Royal Regiment of Artillery. Western Front 1914-18. London: Royal Artillery Institution, 1986 ISBN 1-870114-00-0
- General Sir Martin Farndale, History of the Royal Regiment of Artillery : Forgotten Fronts and the Home Base 1914-18. London:The Royal Artillery Institution, 1988. ISBN 1-870114-05-1
- I.V. Hogg & L.F. Thurston, British Artillery Weapons & Ammunition 1914-1918. London: Ian Allan, 1972